# Вінья-дель-Мар
Вінья-дель-Мар (ісп. Viña del Mar) — місто у Чилі. Адміністративний центр однойменної комуни. Населення міста — 286 931 осіб (2002). Місто та комуна входить до складу провінції Вальпараїсо та області V Регіон Вальпараїсо. місто входить до складу міської агломерації Великий Вальпараїсо.
. Воно було заснований під теперішньою назвою 29 грудня 1874 року чилійським політиком Хосе Франциско Вергарою, який разом зі своєю дружиною Мерседес Альварес успадкував землю, де зараз розташоване місто, для чого він вирішив найняти групу інженерів, щоб зробити планування вулиць і утворюють міське ядро. з  населенням 334 248 жителів у 2017 році це один із найбільш густонаселених муніципалітетів у регіоні. Крім того, разом із комунами Вальпараїсо, Конкон, Кільпуе та Вілла-Алемана вони утворюють столичний район Вальпараїсо, будучи також містом-побратимом першого, оскільки воно також повністю з ним конурбовано. Територія комуни — 122 км²

## Розміщення

Комуна Вінья-дель-Мар на карті області V Регіон Вальпараїсо

Місто розташоване за 8 км на північний захід від адміністративного центру області міста Вальпараїсо.
Комуна межує:
- на півночі — з комуною Конкон
- на сході — з комуною Кільпуе
- на півдні — з комуною Вальпараїсо

На заході розташоване узбережжя Тихого океану.

## Найбільші населені пункти
| № | Населений пункт | Категорія | Населення чол. (2002) | Чоловіче населення чол. | Жіноча населення чол. | Територія км ² |
| - | --------------- | --------- | --------------------- | ----------------------- | --------------------- | -------------- |
| 1 | Вінья-дель-Мар  | місто     | 286931                | 136318                  | 150613                | 87,33          |

## Відомі жителі та уродженці
- Том Арая (1961) — вокаліст групи Slayer.
- Франциска Імбоден (* 1972) — чилійська акторка театру і кіно.
- Альберто Хуртадо Кручага (1901—1952) — католицький святий.
- Ніколас Пеньяілільо (1991) — футболіст петербурзького Зеніту.

У Вінья-дель-Мар жив і тримав книгарню відомий чилійський поет і художник Хуан Луїс Мартінес.
Померли
- Нора Ґреґор (1901—1949) — австрійська акторка.

## Міста-побратими
- 1996:  Ізмір, Туреччина[2] [відсутнє в джерелі]